# 최우제 (배우)
최우제(1974년 2월 19일 ~ )는 대한민국의 배우이다.

## 학력
- 서울예술대학교 영화과

## 출연 작품

### 영화
- 《그녀의 비밀정원》 (2020년) - 한장서 역
- 《금지된 장난》 (2013년) - 신부님 역
- 《초대》 (2011년)
- 《휴》 (2007년)
- 《폰》 (2002년) - 이장훈 역
- 《물고기자리》 (2000년) - 동석 역

### 드라마
- 《여우야 뭐하니》 (MBC, 2006년) - 병희의 선배 역[3]
- 《발칙한 여자들》 (MBC, 2006년) - 조태준 역
- 《웨딩》 (KBS2, 2005년) - 정민 역[4]
- 《드라마시티 - 날개잃은 천사》 (KBS2, 2004년) - 영호 역
- 《다연》 (KBS2, 2002년)

### 뮤직비디오
- 채동하 - Gloomy Sunday (2002년)
- 박효신 - 묻어버린 아픔 (2001년)

### 광고
- 힐스테이트
- SPEED011
- 수협
- 레쓰비 캔커피
- 임페리얼 드림
- Old & New
- 삼성생명